# Абіджан
Абіджа́н (англ. Abidjan) — місто, колишня столиця (1960—1983) Республіки Кот-д'Івуар у західній Африці, порт на березі Гвінейської затоки. Місто розташоване на півострові Абіджан, на березі лагуни Ебріє Атлантичного океану.
За даними 2014 року, населення міста становить 4,7 млн людей. Для порівняння: у 1995 році воно становило 2 793 000 осіб, у 1983-му — 1,8 млн.
Клімат екваторіальний. Пересічні місячні температури +27…+28 °C. Опадів випадає 1300—2300 мм на рік.
Головний морський порт країни. Початковий пункт залізниці Абіджан — Уагадугу (Буркіна-Фасо). Міжнародний аеропорт.
Великий торговельний центр. Промисловість: харчосмакова (виробництво консервів, соків, розчинної кави, какао, пальмової олії тощо), легка (виробництво тканин, трикотажу, взуття тощо), деревообробна (червоне дерево), металообробна, хімічна, нафтопереробна та інші галузі. Суднобудування.
Місто засноване французами в 1880—1890-х роках на місці кількох поселень народу ебріє. У 1934—1960 роках місто було адміністративним центром французької колонії Берег Слонової Кістки. Швидкий ріст Абіджана почався після будівництва (1950) каналу Вріді, що з'єднав лагуну з морем, та обладнання глибоководного лагунного порту. У 1960—1983 роках був столицею Кот-д'Івуару.
У кварталах Трешвіль на півдні та Аджаме на півночі, у хижах місцевого типу живе в основному африканське населення. Безпосередньо біля міста — промислова зона, біля Трешвіля — головні портові споруди. У центрі — зона парків та багатоповерхівок, у яких розмістились урядові установи, банки, страхові компанії, офіси фірм. У центрі розташований Монумент звільнення (1960-ті). У східній частині, на півострові Кокоді, — багаті квартали для вищих урядових чиновників та студентське містечко.
Місто є науковим та туристичним центром країни. Тут є університет, Національний музей.

## Галерея

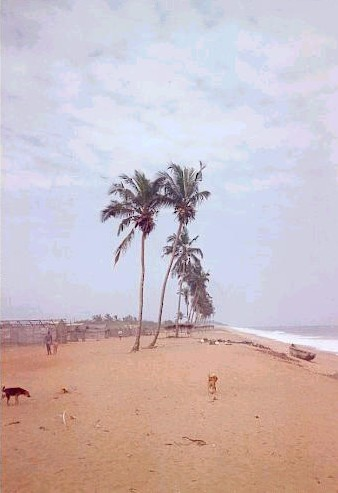
Пляж Вріді
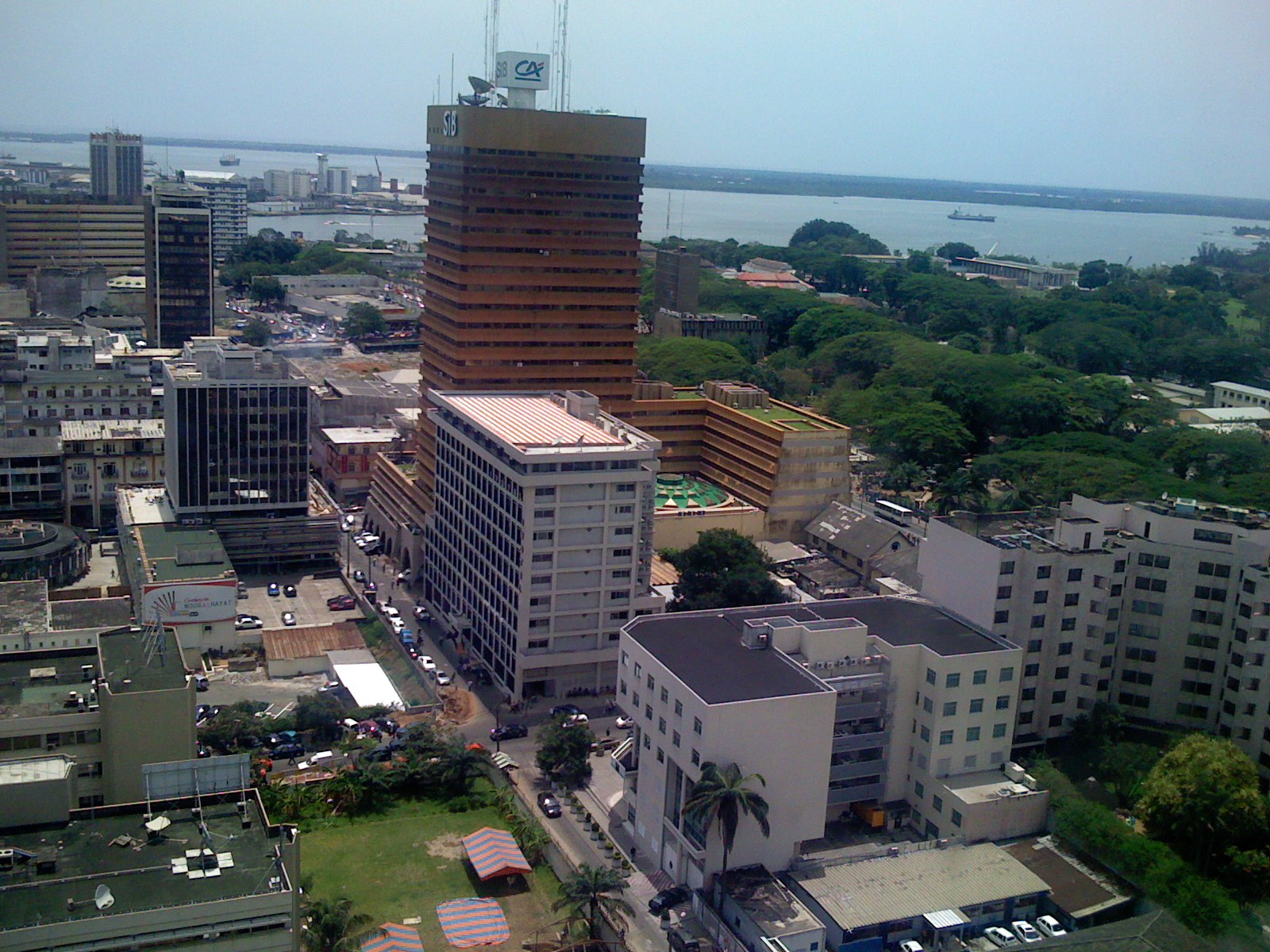
Квартал Плато
Мапа міста